# Trail running
Trail running sau alergare pe poteci este o specialitate de alergare care se desfășoară într-un mediu natural, în general pe poteci, indiferent dacă se află în munți, deșert, păduri, câmpii sau dealuri, cu secțiuni pavate sau asfaltate limitate care cel mult și în orice caz nu trebuie să depășească 20% din lungimea totală a traseului. În mod normal, această activitate se caracterizează printr-o lungime considerabilă a traseelor, precum și prin depășirea diferențelor importante de înălțime, atât pozitive, cât și negative.

## Generic
Termenul trail aparține limbii engleze cu semnificația „pistă”, „traseu”, „cale” sau „potecă”.  Termenul a fost inițial folosit de emigranții către Statele Unite în secolul al XIX-lea pentru a indica rutele deschise în noi teritorii care sunt explorate, cum ar fi Oregon Trail sau California Trail. Termenul a fost preluat ulterior pentru a indica o cale naturală generică care leagă locuri îndepărtate, cum ar fi Appalachian Trail sau mai recent traseul Pacific Crest Trail.
De-a lungul unei părți unuia dintre aceste trasee, Western States Trail, care leagă Salt Lake City din Utah de Sacramento din California, un traseu folosit de indienii Paiute și Washoe, una dintre primele curse de trail running, Western States Endurance Run, a fost oficială organizată în 1977, cu o lungime de 100 de mile (aproximativ 161 km). Aceasta a fost urmată de alte competiții similare, caracterizate inițial prin calificarea „Endurance Run”, sau „cursă de anduranță”. Acestea includ, de exemplu: Angeles Crest 100 Mile Endurance Run, care urmărește parțial traseul Pacific Crest Trail; Wasatch Front 100 Mile Endurance Run, în statul Utah.

### Disciplina
Deși competițiile de alergare trail există de ceva timp, disciplina unor astfel de curse este încă obiectul ajustării. ITRA (International Trail Running Association), organizație sportivă internațională fondată în iulie 2013, a ținut prima conferință pe 3 septembrie 2012 la Courmayeur, cu participanți din 18 țări din întreaga lume.
Rezultatul acestei conferințe a fost de a propune o definiție internațională pentru "trail running"; o carte etică pentru competiții; o politică de sănătate și antidoping; un sistem internațional de evaluare a concurenței; management rezonabil al sportivilor de eltă.
În timpul celui de-al 50-lea Congres IAAF (Asociația Internațională a Federațiilor de Atletism) desfășurat la Beijing în august 2015, trail running-ul a fost recunoscut ca o disciplină de atletism. De fapt, procesul de amenajare a „cursei într-un mediu natural” a fost finalizat, acum toate incluse în albia IAAF. Trail Running-ul a fost inclus în definiția atletismului, alături alergarea de pistă, alergare rutieră, mers pe jos, alergare de fond și alergare pe munte. IAAF a dedicat alergării trail noul articol 252 din Regulamentele Tehnice Internaționale.

## Echipament
Desfășurarea competițiilor de trail running în medii naturale, adesea departe de centrele locuite, medii uneori inaccesibile și supuse unor variații climatice care nu sunt întotdeauna previzibile, face ca de multe ori organizatorii să solicite concurenți, în special în cursele mai lungi, să aducă cu ei un material care să le poată garanta siguranța personală și supraviețuirea în așteptarea unui ajutor în caz de accident.
Dintr-o analiză statistică efectuată pe unele competiții principale de ultratrail, a rezultat că următoarele accesorii sunt considerate obligatorii:
- Folie de supraviețuire
- Fluier de semnalizare
- Geacă anti-vânt
- Lanternă frontală (pentru competiții în timpul serii sau noaptea)
- Rezervă de apă și alimente (cantități variabile în funcție de lungimea traseului și de amplasarea stațiilor de asistență)

Următoarele sunt, de asemenea, considerate importante și foarte recomandate:
- Telefon celular
- Pahar personal
- Pantaloni 3/4
- Încălțăminte adecvată
- Șapcă
- Mănuși
- Busolă

Acest material și altele sunt transportate de obicei de către concurent într-un rucsac. Există rucsaci cu greutate foarte mică, care au și o pungă de transport pe apă în interior. Alergătorul poate extrage apă din geantă printr-un tub special care iese din rucsac.

## Principalele competiții de trail running

### În România
- Feleacu Running Hills Trovanti
- Primavera Trail Race
- Transylvania 100
- Via Transilvanica Ultramaraton
- Carpathia Trails
- Predeal Forest Run
- 2X2 RACE
- Apuseni Ultra Race

### Altele
- Transgrancanaria
- Gran Trail des Templiers
- Dolomites Skyrace
- Hardrock Hundred Mile Endurance Run